# Эрисфексы
Эрисфексы (лат. Erisphex) — род морских лучепёрых рыб из семейства аплоактовых (Aploactinidae).

## Описание
Тело продолговатое, сильно сжато с боков. Тело без чешуи, покрыто шероховатой кожей с бархатистыми шипиками. Голова без гребней, мясистых мочек и усиков. Подглазничные гребни сильно развитые. Предкрышечная кость имеет 4 острые шипа. Рот умеренной величины, косой. Бархатистые полоски зубов располагаются на челюстях и сошнике; на нёбных костях зубов нет. Спинные плавники слитые вместе, есть вырезка позади третьего колючего луча. Спинные плавники начинаются над задним краем глаза, содержат 10—13 колючих и 10—14 мягких лучей. Грудные плавники треугольной формы, с 11—13 лучами. В брюшном плавнике один колючий и 2 мягких луча. Все мягкие лучи простые, неветвящиеся. Плавательный пузырь есть. Число лучей жаберной перепонки — 6. Кожа шероховатая. Симфиз нижней челюсти без бугорка.

## Классификация
На май 2019 года в род включают 4 вида:
- Erisphex aniarus (Thomson, 1967)
- Erisphex philippinus (Fowler, 1938)
- Erisphex pottii (Steindachner, 1896) — Пятнистая вельветовая рыба
- Erisphex simplex Chen, 1981